# Тынкургин-Пильхин
Тынкургин-Пильхин, устар. Тенгеркин, местное название Тэнкэргыкынмангкы — мелководная лагуна на арктическом побережье Чукотского моря. Расположена на территории Иультинского района Чукотского автономного округа России.
Впадают реки Тыаыт, Койвэльвэгыргын, Вешкап, Кемуэм, Кууль, Льюснатан.
Остров Коса Двух Пилотов отделяют лагуну от пролива Лонга.
Постановлением Губернатора Чукотского автономного округа N 85 от 31.03.2000 относится к участкам внутренних морских вод Российской Федерации, в пределах которых устанавливается пограничный режим.